# Profesionalen Futbolen Klub Liteks Loveč
Il Profesionalen Futbolen Klub Liteks Loveč (in bulgaro Професионален Футболен Клуб Литекс Ловеч?), noto internazionalmente secondo la traslitterazione anglosassone Litex Lovech, è una società calcistica bulgara con sede nella città di Loveč. Milita nella Vtora liga, la seconda divisione del campionato bulgaro di calcio.
Fondato nel 1921, gioca le partite casalinghe nello stadio Loveč (8 100 posti a sedere), adatto alla disputa di partite internazionali. Nel suo palmarès figurano quattro campionati bulgari, quattro Coppe di Bulgaria e una Supercoppa di Bulgaria.

## Storia
Il club viene fondato nel 1921 a Loveč, in Bulgaria, col nome di Hisarja. Viene promosso per la prima volta nella massima divisione bulgara al termine della stagione 1993-94 con il nome LEX, e si classifica undicesimo nella stagione seguente. Retrocede per la prima volta dopo un altro campionato.
Una nuova era inizia nel 1996 quando la squadra cambia il nome in Liteks, e anche proprietà. Risalito immediatamente in massima divisione, il Liteks conquista da neopromossa il suo primo titolo nazionale, nel campionato 1997-1998. Nella stagione successiva i bulgari fanno il loro esordio nelle competizioni europee, nella Champions League 1998-99: qui eliminano nel primo turno preliminare gli svedesi dell'Halmstads, ma vengono sconfitti pesantemente nel turno successivo dallo Spartak Moskva. Il Liteks accede però alla Coppa UEFA, ma viene eliminato nel primo turno dal Grazer AK. Al termine della stagione la squadra conquista il secondo titolo, e Dimčo Beljakov è capocannoniere del campionato. Il Liteks disputa inoltre per la prima volta nella sua storia la finale della Coppa nazionale, pur venendo sconfitto 1-0 dal CSKA Sofia. Tuttavia anche nella successiva Champions League la squadra viene eliminata nel secondo turno preliminare dai polacchi del Widzew Łódź, ma solo dopo i calci di rigore.
Nel 2001 la squadra conquista la prima Coppa nazionale, ottenuta battendo in finale il Velbažd. Nella stagione successiva la squadra raggiunge il terzo turno della Coppa UEFA 2001-2002 dove viene eliminata dai greci dell'AEK Atene. Una nuova vittoria nella Coppa nazionale avviene nel 2004, quando il Liteks sconfigge in finale il CSKA. Due anni dopo partecipa alla Coppa UEFA 2005-2006, e accede alla fase a gironi, classificandosi terzo nel gruppo, dietro ai futuri finalisti del Middlesbrough e all'AZ. Questo piazzamento è sufficiente ai bulgari per qualificarli ai sedicesimi, dove vengono eliminati dallo Strasburgo.

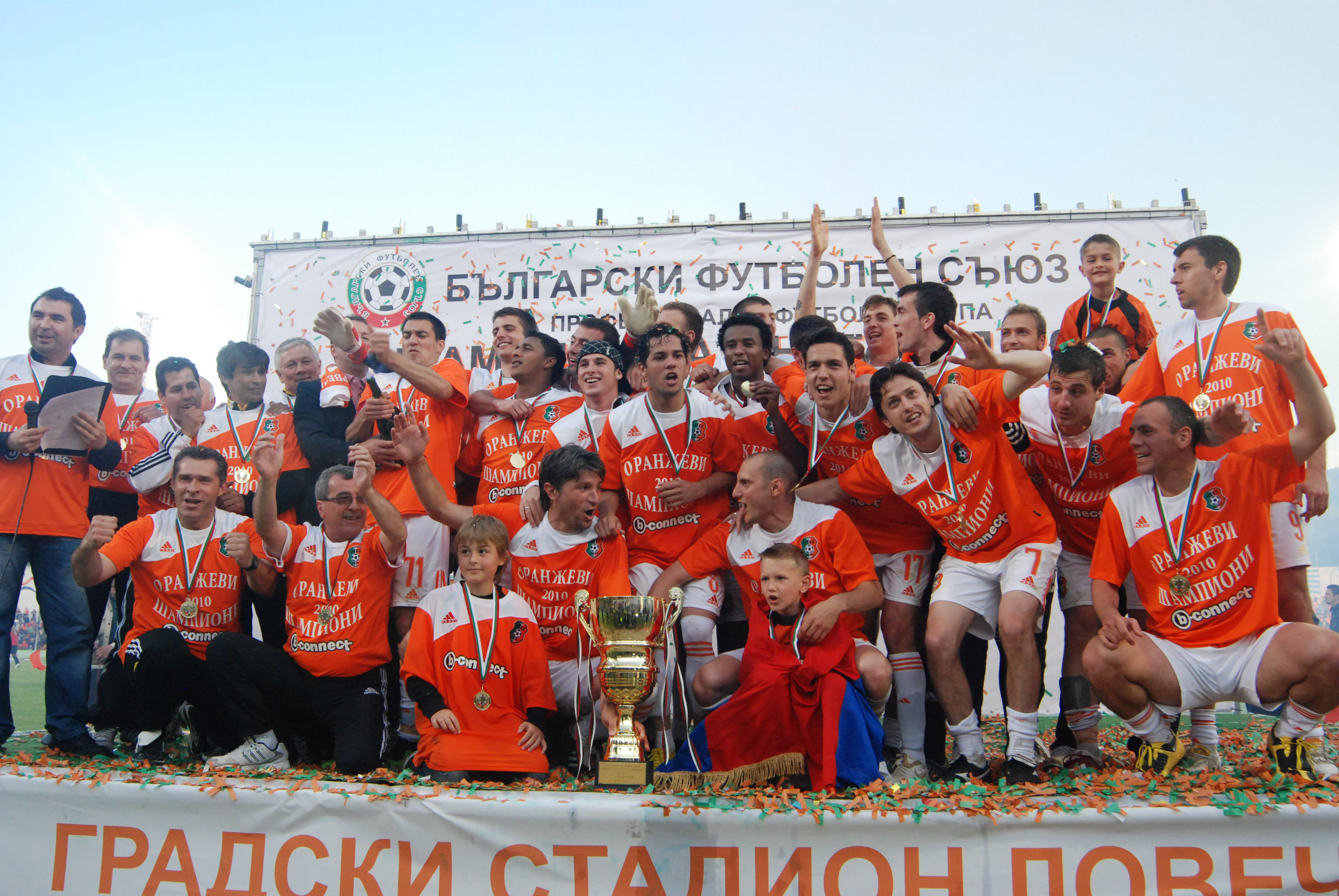
Il Liteks vincitore del campionato 2009-10

Il Liteks torna a sollevare un trofeo nel 2008, quando si aggiudica la sua terza Coppa di Bulgaria sconfiggendo in finale il Černo More Varna per 1-0. L'anno successivo consegue il quarto successo nella manifestazione, sconfiggendo per 3-0 il Pirin Blagoevgrad in finale. Nella stagione 2009-2010 arriva invece il terzo titolo nazionale, ma la squadra non riesce ad accedere al tabellone principale della Champions League, venendo eliminato al terzo turno preliminare dagli slovacchi dello Žilina. Accede, però, ai play-off dell'Europa League, dove gioca contro il Debrecen. I magiari vincono il doppio confronto per 4-1, ma i bulgari presentano ricorso contro il Debrecen, reo di aver schierato un giocatore non presente nella rosa ufficiale. Tuttavia il risultato del campo non viene mutato dalla sentenza. Intanto il Liteks vince la Supercoppa di Bulgaria del 2010. La stagione 2010-2011 si conclude con la conquista del quarto titolo. Neanche in questo caso, però, il Liteks riesce ad entrare nel tabellone della Champions League, a causa dell'eliminazione subita per mano dei polacchi del Wisła Cracovia, né al tabellone dell'Europa League, nei cui play-off di qualificazione la squadra bulgara è eliminata dalla Dinamo Kiev. All'inizio del 2012 viene assunto come allenatore Hristo Stoičkov. Qualificatosi per l'Europa League 2014-2015, il club non riesce ad andare oltre il secondo turno preliminare, eliminato dagli ungheresi del Diósgyőri.
Il 16 dicembre 2015, per decisione della federcalcio bulgara, il club è escluso dal campionato bulgaro di massima serie dopo la partita del 12 dicembre contro il Levski Sofia, da cui si era ritirato alla fine del primo tempo per protesta contro l'arbitraggio (due calciatori del Liteks espulsi), sul punteggio di 1-0 per il Liteks. Il 20 gennaio 2016 la squadra è retrocessa d'ufficio in Vtora liga per l'annata seguente, mentre ai suoi calciatori è concesso di terminare la stagione con la squadra riserve, attiva in seconda divisione. Nel giugno 2016 il club vende la propria licenza al CSKA Sofia, che, declassato in Treta liga a causa di problemi finanziari, può così disputare l'annata 2016-2017 in Vtora liga in luogo del Liteks, che riparte dunque dalla terza divisione, dove prende il posto del Botev Lukovit. Vincendo il girone nord-ovest di terza serie con una rosa di giovani guidati dal tecnico Živko Želev, al termine della stagione 2016-2017 il Liteks è promosso in seconda serie; nella stessa annata raggiunge la semifinale della Coppa di Bulgaria eliminando compagini di massima divisione quali Slavia Sofia e Černo More Varna, per poi cadere contro il Ludogorec. Nell'annata seguente si piazza decimo in seconda serie e nel 2018-2019 quinto.

## Cronologia del nome
- 1921 : Hisarya
- 1991 : LEX Loveč
- 1995 : FK Loveč
- 1996 : PFK Litex Loveč
- 1999 : FK Loveč
- 2001 : PFC Litex Loveč

## Palmarès

### Competizioni nazionali

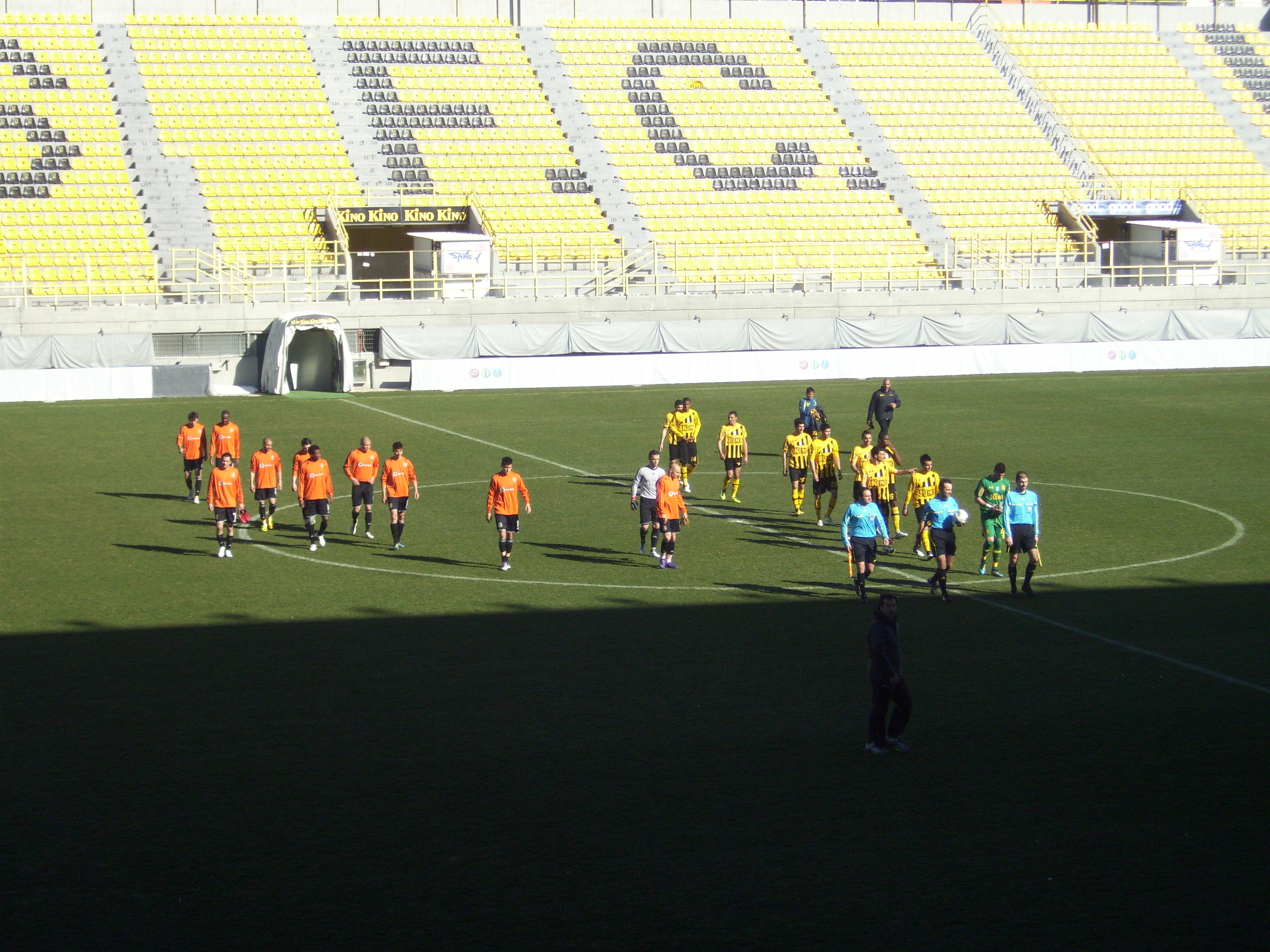
Il Liteks Loveč nello stadio dell'Aris Salonicco

- Campionato bulgaro: 4

1997-1998, 1998-1999, 2009-2010, 2010-2011
- Coppa di Bulgaria: 4

2000-2001, 2003-2004, 2007-2008, 2008-2009
- Supercoppa di Bulgaria: 1

2010
- Vtora profesionalna futbolna liga: 1

1996-1997

### Altri piazzamenti
- Campionato bulgaro:

Secondo posto: 2001-2002
Terzo posto: 2002-2003, 2005-2006
- Coppa di Bulgaria:

Finalista: 1998-1999, 2002-2003, 2006-2007
Semifinalista: 2010-2011, 2011-2012, 2015-2016, 2016-2017
- Coppa di Lega bulgara:

Finalista: 1997
- Supercoppa di Bulgaria:

Finalista: 2004, 2007, 2008, 2009, 2011
- Vtora profesionalna futbolna liga:

Terzo posto: 1988-1989

## Organico

### Rosa 2018-2019
Aggiornata al 25 luglio 2018.
| N. |                     | Ruolo | Calciatore         |
| -- | ------------------- | ----- | ------------------ |
| 1  | Bulgaria (bandiera) | P     | Stanislav Nistorov |
| 3  | Bulgaria (bandiera) | D     | Martin Simeonov    |
| 4  | Bulgaria (bandiera) | C     | Džejhan Zajdenov   |
| 5  | Bulgaria (bandiera) | D     | Petko Ganev        |
| 7  | Bulgaria (bandiera) | C     | Tomas Cvjatkov     |
| 8  | Bulgaria (bandiera) | C     | Petar D. Petrov    |
| 9  | Bulgaria (bandiera) | A     | Tonislav Jordanov  |
| 10 | Bulgaria (bandiera) | C     | Georgi Ivanov      |
| 11 | Bulgaria (bandiera) | D     | Martin Ačkov       |
| 12 | Bulgaria (bandiera) | D     | Nikola Borisov     |
| 13 | Bulgaria (bandiera) | P     | Petăr L. Petrov    |

| N. |                     | Ruolo | Calciatore                |
| -- | ------------------- | ----- | ------------------------- |
| 16 | Bulgaria (bandiera) | D     | Ivan Ivanov               |
| 17 | Bulgaria (bandiera) | C     | Dobromir Bonev            |
| 18 | Bulgaria (bandiera) | D     | Denislav Micakov          |
| 19 | Bulgaria (bandiera) | D     | Daniel Jordanov           |
| 20 | Bulgaria (bandiera) | C     | Nikolaj Jankov            |
| 21 | Bulgaria (bandiera) | C     | Ilijan Kapitanov          |
| 23 | Bulgaria (bandiera) | C     | Ivan Mitrev               |
| 33 | Bulgaria (bandiera) | D     | Plamen Nikolov (capitano) |
| 77 | Bulgaria (bandiera) | A     | Kristijan Tafradžijski    |
| 88 | Bulgaria (bandiera) | C     | Mitko Mitkov              |
| 99 | Bulgaria (bandiera) | A     | Radoslav Živkov           |

### Rosa 2015-2016
Aggiornata al 24 gennaio 2016.
| N. |                        | Ruolo | Calciatore          |
| -- | ---------------------- | ----- | ------------------- |
| 1  | Bulgaria (bandiera)    | P     | Marin Orlinov       |
| 3  | Bulgaria (bandiera)    | D     | Anton Nedjalkov     |
| 5  | Colombia (bandiera)    | D     | Rafa Pérez          |
| 6  | Bulgaria (bandiera)    | C     | Krasimir Stanoev    |
| 7  | Portogallo (bandiera)  | C     | Diogo Viana         |
| 8  | Bulgaria (bandiera)    | C     | Aleksandăr Georgiev |
| 9  | Bulgaria (bandiera)    | A     | Georgi Minčev       |
| 11 | Stati Uniti (bandiera) | A     | Bjørn Maars Johnsen |
| 12 | Bulgaria (bandiera)    | P     | Aleksandar Konov    |
| 15 | Bulgaria (bandiera)    | C     | Kristijan Malinov   |
| 17 | Bulgaria (bandiera)    | C     | Rejan Daskalov      |
| 18 | Bulgaria (bandiera)    | D     | Ilija Milanov       |
| 19 | Bulgaria (bandiera)    | C     | Rumen Rumenov       |
| 21 | Bulgaria (bandiera)    | C     | Aleksandăr Cvetkov  |

| N. |                       | Ruolo | Calciatore           |
| -- | --------------------- | ----- | -------------------- |
| 23 | Bulgaria (bandiera)   | D     | Ivan Goranov         |
| 28 | Bulgaria (bandiera)   | D     | Plamen Gălăbov       |
| 30 | Bulgaria (bandiera)   | P     | Evgeni Aleksandrov   |
| 31 | Brasile (bandiera)    | P     | Vinícius Barrivieira |
| 69 | Francia (bandiera)    | D     | Hélton Dos Reis      |
| 73 | Bulgaria (bandiera)   | A     | Milčo Angelov        |
| 77 | Portogallo (bandiera) | C     | Arsénio              |
| 88 | Bulgaria (bandiera)   | C     | Nikola Kolev         |
| 93 | Camerun (bandiera)    | C     | Petrus Boumal        |
| 98 | Bulgaria (bandiera)   | A     | Tonislav Jordanov    |
| 99 | Bulgaria (bandiera)   | A     | Kiril Despodov       |
|    | Bulgaria (bandiera)   | C     | Vasil Šopov          |
|    | Colombia (bandiera)   | C     | Gustavo Culma        |

### Rosa 2012-2013
| N. |                     | Ruolo | Calciatore          |
| -- | ------------------- | ----- | ------------------- |
| 1  | Bulgaria (bandiera) | P     | Ilko Pirgov         |
| 2  | Bulgaria (bandiera) | D     | Kiril Dinčev        |
| 3  | Bulgaria (bandiera) | D     | Petăr Zanev         |
| 4  | Bulgaria (bandiera) | D     | Vasil Božikov       |
| 5  | Francia (bandiera)  | D     | Bernard Itoua       |
| 6  | Francia (bandiera)  | D     | Maxime Josse        |
| 7  | Bulgaria (bandiera) | C     | Hristo Janev        |
| 9  | Bulgaria (bandiera) | A     | Svetoslav Todorov   |
| 10 | Brasile (bandiera)  | C     | Sandrinho           |
| 11 | Brasile (bandiera)  | A     | Thiago Miracema     |
| 14 | Albania (bandiera)  | C     | Armando Vajushi     |
| 15 | Bulgaria (bandiera) | C     | Tomislav Kostadinov |

| N. |                     | Ruolo | Calciatore                    |
| -- | ------------------- | ----- | ----------------------------- |
| 16 | Bulgaria (bandiera) | C     | Strahil Popov                 |
| 17 | Bulgaria (bandiera) | C     | Georgi Milanov                |
| 18 | Bulgaria (bandiera) | D     | Ilija Milanov                 |
| 19 | Bulgaria (bandiera) | C     | Rumen Rumenov                 |
| 21 | Bulgaria (bandiera) | C     | Aleksandăr Cvetkov            |
| 23 | Serbia (bandiera)   | C     | Nebojša Jelenković (capitano) |
| 24 | Bulgaria (bandiera) | C     | Angel Zdravčev                |
| 27 | Bulgaria (bandiera) | A     | Momčil Cvetanov               |
| 30 | Bulgaria (bandiera) | P     | Evgeni Aleksandrov            |
| 33 | Bulgaria (bandiera) | D     | Nikolaj Bodurov               |
| 77 | Bulgaria (bandiera) | C     | Galin Ivanov                  |
| 99 | Brasile (bandiera)  | A     | Marcelo Nicácio               |